# Jens Salvesen
Jens Johan Salvesen (ur. 8 września 1883 w Dypvåg, zm. 21 września 1976 w Oslo) – norweski żeglarz, dwukrotny olimpijczyk, zdobywca srebrnego medalu w regatach na Letnich Igrzyskach Olimpijskich w 1920 roku w Antwerpii.
Na Letnich Igrzyskach Olimpijskich 1920 zdobył srebro w żeglarskiej klasie 8 metrów (formuła 1919). Załogę jachtu Lyn tworzyli również Finn Schiander, Nils Thomas, Ralph Tschudi i Lauritz Schmidt.
Po raz drugi na igrzyskach olimpijskich wystąpił w 1928 roku, w klasie 8 metrów zajmując czwartą lokatę. Załogę jachtu Noreg uzupełniali wówczas Bernhard Lund, Magnus Konow i Wilhelm Wilhelmsen.